# Luis Chiva de Agustín
Luis Chiva de Agustín (Madrid, 1962) es un médico, cirujano y ginecólogo oncológico español. Director del departamento de Ginecología y Obstetricia de la Clínica Universidad de Navarra (Madrid). Es uno de los mayores especialistas internacionales en cáncer de ovario, reconocido por el Colegio Americano de Cirujanos.

## Biografía
Nacido en Madrid en 1962. Tras realizar los tres primeros cursos en la facultad de Medicina de la Universidad de Navarra, se licenció en Medicina en la Universidad Autónoma de Madrid (1986), donde también defendió su tesis doctoral (2000) (tesis: Evaluación de factores pronósticos clínicos e inmunohistoquímicos en cáncer epitelial de ovario). Realizó la especialidad de Ginecología en el Hospital Universitario La Paz de Madrid (1988-1991). Continuó su formación médica en Chicago, donde realizó un Fellowship en Ginecología Oncológica en el Rush Presbyterian St. Luke's Medical Center (1994-1995), y en Madrid, en el Servicio de Ginecología Oncológica del Hospital General Universitario Gregorio Marañón (1995-2002).
En 1992 comenzó su carrera docente como profesor asociado en la Universidad Complutense de Madrid, para continuar como profesor adjunto del Departamento de Ginecología de la Universidad de Texas en Houston (2005), profesor de Oncología Quirúrgica en la Universidad Francisco de Vitoria (2014), y como profesor extraordinario en la Universidad de Navarra (2016).
Ha sido director de la Comisión de Docencia y miembro de la Comisión de Investigación de MD Anderson Cancer Center Madrid, y responsable del Área de Oncología Quirúrgica en dicha institución (2008-2010). En 2016 fue nombrado Director de Ginecología de la Clínica Universidad de Navarra (CUN), en Madrid, donde comenzó a trabajar en el otoño de 2017.
El doctor Chiva ha formado parte de la organización del Simposio internacional sobre Reconocimiento Natural de la Fertilidad organizado por la Universidad de Navarra (22-24 de septiembre de 2021), al que han asistido más de 2.200 personas de 62 países.

### Áreas de interés
Su principal área de interés es la ginecología oncológica. Ha participado en más de veinticinco ensayos clínicos relacionados con esta área, centrándose fundamentalmente en el desarrollo de habilidades y técnicas quirúrgicas para mejorar la calidad de vida de la paciente. Otra área de interés, ha sido el tratamiento de infertilidad sin manipulación embrionaria, en la que lleva trabajado desde los años noventa.

## Asociaciones a las que pertenece
Forma parte de diversas sociedades internacionales médicas, entre las que destacan las siguientes:
- Miembro del Comité Científico de la Society of Ginecologic Oncology (SGO) de Estados Unidos.[6]
- Miembro del Comité de Evaluación de Calidad en Cirugía de Cáncer de Ovario de la Sociedad Europea de Oncología Ginecológica (ESGO).[6]
- Editor jefe y fundador de la revista Ginecología oncológica: un enfoque multidisciplinar.[10]
- Fundador de Ginecólogos por el Derecho a Vivir.[10]

Como investigador ha publicado más de un centenar de trabajos en revistas nacionales e internacionales y ha sido invitado como ponente en más de trescientas ocasiones. Su área de investigación se centra, entre otros ámbitos, en la cirugía en cáncer de ovario avanzado y cáncer hereditario de la mujer, siendo el presidente tanto del Comité Educativo como del Comité de Evaluación de Calidad en Cirugía de Cáncer de Ovario de la Sociedad Europea de Ginecología Oncológica (ESGO).

## Premios y distinciones
- Honorary Fellow otorgado por el Colegio Americano de Cirujanos (American College of Surgeons) como uno de los diez cirujanos más destacados del mundo (2021).[12]